# فواق
الفُواق أو الحازوقة أو البوفهاق أو الزغطة أو الشهاق، هي انقباض لا إرادي (رعشة رمعية) في الحجاب الحاجز التي قد تتكرر عدة مرات في الدقيقة الواحدة. تتزامن مع رد فعل عكسي متمثل باغلاق لسان المزمار في الحلق وينتج عنه صوت مميز يعرف بالفواق، والحالة ناتجة عن أي سبب يؤدي إلى تهيج في الحجاب الحاجز أو العصب الحائر أو لسان المزمار كما تحدث عند وجود بعض الاضطرابات الأيضية داخل الجسم، يعتقد بعض علماء الأحياء أن رد الفعل هذا هو من بقايا نمط التنفس لدى البرمائيات كالضفادع وغيرها تم توريثها للثديات أثناء عملية التطور. أسباب هذه الحالة عديدة ولا تشكل خطورة طبية إلّا في حال كان الفواق مزمنًا وغالبًا ما تزول تلقائيًا دون الحاجة لأي تدخل طبي، كما تلجأ بعض الثقافات إلى استخدام وصفات شعبية لإيقافها.

## مسببات
أسباب الفواق كثيرة وهي مرتبطة بحدوث أي تهيج في الحجاب الحاجز أو العصب الحائر أو لسان المزمار كما تحدث عند وجود بعض الاضطرابات الأيضية داخل الجسم، غالباً ما تحدث لدى تناول المشروبات الغازية أو الكحولية، أهم هذه الأسباب:
1. المشروبات الغازية أو الكحولية.
2. جفاف الجسم (نقص السوائل)
3. الأكل بسرعة.
4. الضحك أو البكاء أو الكلام لمدة طويلة.
5. الجوع والصيام لفترة طويلة.
6. تناول الأطعمة الحارة.
7. تناول طعام ساخن ومشروب بارد في آن معاً.
8. التدخين.
9. نقص الفيتامينات.
10. التهابات في لسان المزمار أو الرئة أو لحجاب الحاجز
11. أورام في لسان المزمار أو الرئة أو لحجاب الحاجز
12. وجود قرحة معدية
13. السكري
14. التقيؤ
15. نقص الأكسجين.
16. الانتقال بسرعة من جو دافئ إلى جو بارد.

## العلاج
غالباً ما تزول الحالة من دون الحاجة إلى أي تدخل طبي، ويميل الناس إلى استخدام بعض الوصفات الشعبية في علاج الفواق ومنها شرب الماء أو افتعال السعال وقد يلجأ البعض لإفزاع المصاب بالفواق لتخليصه منها، وكل تلك الطرق تعتمد على إحداث انقباضة مفاجئة في الحجاب الحاجز لإزالة الارتجاف الذي يصيبه.
ومن المنتشر بين الناس أن تناول ملعقة من السكر يساعد في إزالة الفواق.
ومن الطرق المستخدمة في علاج الحازوقة زيادة نسبة ثاني اكسيد الكربون في الجسم وذلك عن طريق كتم النفس أكثر من مرة، أو التنفس في كيس مغلق لعدة دقائق.

### العلاج الدوائي
لا يُلجأ إلى العلاج الدوائي إلا في الحالات التي يستمر الفواق فيها ففترات طويلة وهذا نادر الحدوث، ومن الأدوية المستخدمة عقارا الهالوبيريدول والكلوربرومازين المستخدمان في علاج الذهان وعقار الميتوكلوبراميد المستعمل كمضاد للإقياء وعقار البكلوفين المضاد للمغص.

## المجتمع والثقافة
إحدى الأقوال السائدة في الفولكلور الاجتماعي السلافي والبلطيقي والمجري هو أن الفواق يحدث عندما يتعرض الفرد للغيبة.
عاني الأمريكي تشارلز أوزبورن من الفواق لمدة 68 عاماً من 1922 حتى فبراير 1990، ودخل بذلك على موسوعة غينيس للأرقام القياسية كالرجل ذو أطول نوبة فواق حيث قُدر عددها بنحو 430 مليون. حصلت مراهقة أمريكية من ولاية فلوريدا تدعى جنيفر مي عام 2007 على شهرة إعلامية بعد تعرضها لنوبة فواق بلغت ما يقارب 50 مرة في الدقيقة الواحدة على فترة امتدت لأكثر من خمسة أسابيع. كما أصاب البريطاني كريستوفر ساندز 10 ملايين حازوقة لمدة 27 شهراً ما بين فبراير 2007 حتى مايو 2009. ما أدى لمواجهته صعوبات في كل من تناول الطعام والنوم، ويرجع سبب حالة ساندز إلى وجود ورم على جذع دماغه دافعاً الأعصاب ما سبب له فواق كل ثانيتين على مدى 12 ساعة يومياً، وتوقف فواقه المرضي عام 2009 بعد خضوعه لجراحة.